# Maria Einsmann
Maria Einsmann (de soltera Mayer, Bruchsal, 4 de enero de 1885-Maguncia, 4 de marzo de 1959) fue una trabajadora de fábrica alemana que vivió usando el nombre de su esposo Joseph Einsmann (apodado «Seppel», también escrito Josef) desde 1919 hasta que se descubrió su identidad en 1931. Ella y su amiga Helene Müller vivieron juntas desde 1919 hasta que Einsmann murió en 1959. Adoptando el nombre de Joseph, a Einsmann le resultó más fácil encontrar trabajo y tuvo varios empleos, entre ellos el de vigilante y en una fábrica de betún para zapatos. El engaño fue descubierto cuando Einsmann tuvo un accidente laboral y la oficina de seguridad social investigó por qué había dos Joseph Einsmann idénticos. En el juicio posterior, Einsmann y Müller fueron acusadas de fraude y falsificación, ya que Einsmann había declarado ser el padre de los hijos de Müller y se le impuso una sentencia suspendida. El caso fue ampliamente difundido en la prensa y numerosos artículos expresaron comprensión y simpatía por las mujeres. También fue adaptada literariamente por Anna Seghers y por Bertolt Brecht.

## Primeros años de vida
Maria Mayer nació el 4 de enero de 1885 en Bruchsal. En mayo de 1912 se casó con Joseph Einsmann en Karlsruhe. Su matrimonio no fue feliz y se separaron durante la Primera Guerra Mundial, mientras su marido estaba en el ejército. El matrimonio terminó oficialmente en divorcio en 1923; Einsmann afirmó que recién se enteró del divorcio en 1930. Durante la guerra, ella trabajó en una fábrica de municiones en Pforzheim, donde conoció a su amiga y compañera de muchos años, Helene Müller, en 1916. Nacida el 6 de diciembre de 1894 en Pforzheim como Helene Mettenberger, se casó en 1914 con un orfebre llamado Emil Müller. Los Müller también se separaron durante la guerra y su divorcio se concretó en 1922.

## Vida como hombre
En 1919, Einsmann y Müller llegaron a Maguncia a través de Wiesbaden en un intento de encontrar trabajo, pero la mayoría de los puestos fueron otorgados a hombres que regresaban de la guerra. A las mujeres se les pidió explícitamente que abandonaran su trabajo para que los hombres regresaran. Desesperada, Einsmann se puso uno de los trajes de su marido que había tomado de su casa común, se cortó el pelo y fue al Arbeitsamt, el servicio público de empleo alemán. Los bolsillos del traje contenían una tarjeta de seguridad social de Josef Einsmann, y ella consiguió empleo a nombre de él, primero trabajando en un depósito de vehículos del ejército francés. Einsmann y Müller se mudaron juntas a un estudio y más tarde compartieron un piso. Müller también consiguió empleo como empleada doméstica. En los años siguientes, Einsmann continuó viviendo y trabajando bajo la identidad de Josef, cambiando varias veces de empleo, incluyendo el trabajo como vigilante, haciendo movimientos de tierra, su profesión original de planchadora, hasta que finalmente trabajó en una fábrica de betún para zapatos de Werner & Mertz desde hace varios años. Einsmann, a quien sus colegas llamaban «Seppel» y al parecer consumía rapé, militaba en un sindicato y cantaba en el coro de una iglesia católica. Cuando Müller dio a luz a una niña en 1921, Einsmann hizo que el bebé fuera registrado como hijo legítimo de Josef y Maria Einsmann. En 1930 nació un segundo hijo; cuando Einsmann intentó registrarlo de la misma manera que el primero, el registro civil descubrió que Josef y Maria Einsmann estaban divorciados. Einsmann afirmó entonces haber engendrado el niño ilegítimamente con su exesposa Maria Mayer, bajo cuyo apellido de soltera fue entonces registrado el niño. También se notificó a la oficina de Hacienda de los nacimientos para reducir la carga fiscal de Einsmann, quien compró un seguro de vida en beneficio de los niños.

## Descubrimiento y juicio
En 1931, Einsmann tuvo un accidente laboral que le provocó un dedo aplastado. La identidad falsa de Einsmann no fue descubierta durante su estancia en el hospital de hombres. Sin embargo, al recibir la solicitud posterior de seguro por incapacidad temporal para Josef Einsmann, la oficina central de seguros sociales del Reichsversicherungsamt se dio cuenta de que había dos tarjetas de seguridad social con datos idénticos para «Josef Einsmann» en uso e investigó el caso. Al ser interrogada, Einsmann confesó inmediatamente que era una mujer llamada María. El descubrimiento de una mujer que había vivido sin ser descubierta como hombre durante doce años causó sensación en la prensa a partir de agosto de 1931 y la historia fue ampliamente cubierta tanto en periódicos alemanes como extranjeros, por ejemplo en Francia, los Países Bajos, Estonia y los EE. UU.. Muchos de los informes expresaron respeto y comprensión hacia Einsmann, de quien se consideraba que había trabajado duro para alimentar a su familia y que sólo había recurrido al engaño en una situación de emergencia.
Las dos mujeres fueron acusadas de falsificación de documentos y cambio fraudulento del estado civil de los niños. En el tiempo previo al juicio, Einsmann vendió fotografías que mostraban a la familia, incluidas las dos mujeres como pareja, y también habló en eventos en el área local. Se solicitó la opinión pericial de dos psicólogos. Uno de ellos fue Felix Abraham del Institut für Sexualwissenschaft de Berlín (dirigido por Magnus Hirschfeld), el otro, el médico del condado Dr. Wagner. En el juicio del 20 de agosto de 1932, Einsmann apareció con ropa de mujer y negó haber tenido una relación sexual con Müller. El exmarido de Einsmann fue citado como testigo, pero se negó a declarar. Hubo una gran diferencia entre los informes periciales: el Dr. Abraham afirmó que Einsmann tenía travestismo que la obligaba a vestirse de mujer y que no tenía control de sus acciones, mientras que el Dr. Wagner declaró que el engaño había ocurrido motivado solo por razones económicas para evitar una emergencia y que Einsmann era completamente responsable de sus acciones. El tribunal siguió la opinión de Wagner. Tanto Einsmann como Müller fueron declaradas culpables después de un juicio de tres horas, pero las sentencias fueron leves: Einsmann fue sentenciada a un mes y Müller a cuatro semanas de prisión, con ambas sentencias suspendidas. La fiscalía había pedido dos meses de prisión para Einsmann y un mes y una semana para Müller, mientras que la defensa había solicitado la absolución. El tribunal explicó la indulgencia por su respeto a la valentía de las dos mujeres al afrontar su vida y sentimientos similares se expresaron en la cobertura de prensa. Einsmann y Müller aceptaron la sentencia.

## Últimos años
Einsmann, que ahora vivía como mujer y vestía ropa de mujer, continuó viviendo con Müller en el mismo apartamento que antes, y las dos se mudaron a un apartamento diferente en Maguncia en 1945. También mantuvo su puesto en Erdal. Einsmann murió en Maguncia el 4 de marzo de 1959. En el comunicado de defunción de Helene Müller, sus hijas y sus familiares se hacía referencia a ella como «nuestra querida tía Sra. Maria Einsmann». Según su nieta Petra Erkens, Müller rara vez habló de la época de Einsmann como hombre y nunca reveló la identidad del padre de sus hijos. Erkens no sabía si Einsmann y Müller habían tenido una relación sexual; según ella nunca hubo otra «tía» en la vida de Müller. Müller murió en Maguncia el 7 de noviembre de 1993, a la edad de casi 99 años.

## Recepción y legado

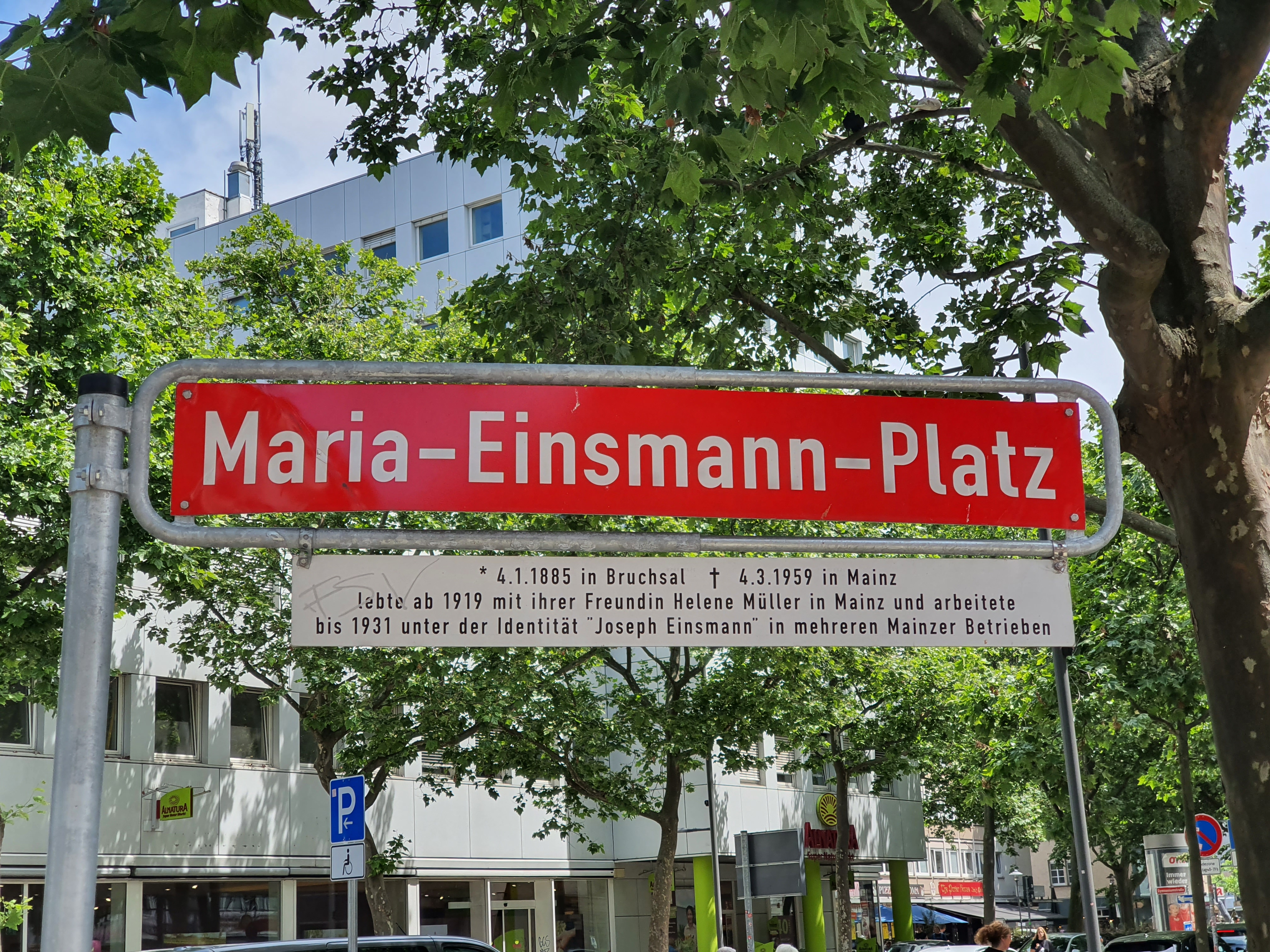
Placa de calle de la plaza Maria-Einsmann-Platz en Maguncia.

La historia de cómo vivió Einsmann como hombre se utilizó como inspiración literaria. La autora nacida en Maguncia Anna Seghers lo utilizó como base para su historia de 1940 Der sogenannte Rendel ('El llamado Rendel'). También escribió un guion cinematográfico basado en la historia Hier gibt's keine Katharina. («Aquí no hay ninguna Katharina»), pero el proyecto nunca se realizó. La cineasta Barbara Trottnow, también de Maguncia, se topó con la historia y el guion de Seghers en 1989. Después de investigar las conexiones con Einsmann y los paralelismos con la vida de Seghers, Trottnow hizo una película basada en partes del guion, Katharina oder: Die Kunst, Arbeit zu finden ('Katharina o el arte de encontrar trabajo'). La película, rodada en Maguncia y sus alrededores, se terminó en 1995 y fue emitida por la ZDF en 1996. La película es una docuficción que combina la historia de la vida de Anna Seghers en el exilio, la de una madre soltera real de Turingia y la vida de Maria Einsmann durante la Gran Depresión con la historia ficticia de Katharina de Seghers. En 2021, Trottnow también lanzó un documental sobre Einsmann, Frau Vater ('Señora Padre') que incluía a la nieta de Müller, Erkens.
Otra adaptación literaria contemporánea es la historia de Bertolt Brecht Der Arbeitsplatz oder Im Schweiße Deines Angesichts sollst Du kein Brot essen ('Con el sudor de tu frente no comerás el pan'). Es posible que Brecht se inspirara en Seghers y que discutieran el caso Einsmann en abril de 1933 mientras estaban exiliados en París. Una versión con variaciones de la historia fue escrita por la colaboradora de Brecht, Elisabeth Hauptmann, pero se ha perdido.
En la recepción moderna, a veces se habla de Einsmann como un hombre trans. La especialista en estudios de género Katie Sutton lee el artículo de Paul Weber de 1932 en la revista lésbica Die Freundin como la descripción de un «hombre transgénero exitoso que ha cumplido con su deber hacia su amada esposa y sus hijos».
En Maguncia, el distrito de Mainz-Altstadt decidió en 2014 conmemorar a Einsmann nombrando una plaza de la ciudad en su honor. Después de crear un espacio adecuado, el ayuntamiento de Maguncia votó en 2019 para llamarlo Maria-Einsmann-Platz ('Plaza de María Einsmann'). La nueva plaza no se utiliza como dirección postal. Petra Erkens comentó sobre la elección de nombrar la plaza sólo en honor a Einsmann, señalando que «Joseph Einsmann» no podría haber existido sin Helene Müller.